# Mount King Edward
Mount King Edward är ett berg i Kanada.   Det ligger i provinsen Alberta, i den centrala delen av landet, 3 100 km väster om huvudstaden Ottawa. Toppen på Mount King Edward är 3 490 meter över havet, eller 1 048 meter över den omgivande terrängen. Bredden vid basen är 16,1 km.
Terrängen runt Mount King Edward är huvudsakligen bergig.Trakten runt Mount King Edward är nära nog obefolkad, med mindre än två invånare per kvadratkilometer.. Det finns inga samhällen i närheten. 
Trakten runt Mount King Edward består i huvudsak av gräsmarker.